# Sainte-Austreberthe
|  | Per a altres significats, vegeu «Sainte-Austreberthe (Sena Marítim)». |

Sainte-Austreberthe és un municipi francès al departament del Pas de Calais (regió dels Alts de França). L'any 2007 tenia 384 habitants.

## Demografia

### Població
El 2007 la població de fet de Sainte-Austreberthe era de 384 persones. Hi havia 146 famílies de les quals 32 eren unipersonals (12 homes vivint sols i 20 dones vivint soles), 55 parelles sense fills, 47 parelles amb fills i 12 famílies monoparentals amb fills.
La població ha evolucionat segons el següent gràfic:

### Habitatges
El 2007 hi havia 172 habitatges, 154 eren l'habitatge principal de la família, 3 eren segones residències i 15 estaven desocupats. Tots els 171 habitatges eren cases. Dels 154 habitatges principals, 118 estaven ocupats pels seus propietaris, 36 estaven llogats i ocupats pels llogaters i 1 estava cedit a títol gratuït; 3 tenien dues cambres, 11 en tenien tres, 37 en tenien quatre i 104 en tenien cinc o més. 135 habitatges disposaven pel capbaix d'una plaça de pàrquing. A 75 habitatges hi havia un automòbil i a 62 n'hi havia dos o més.

### Piràmide de població
La piràmide de població per edats i sexe el 2009 era:
| Homes | Edats   | Dones |
| ----- | ------- | ----- |
| 0     | 95 o +  | 0     |
| 0     | 90 a 94 | 4     |
| 0     | 85 a 89 | 0     |
| 4     | 80 a 84 | 0     |
| 4     | 75 a 79 | 12    |
| 16    | 70 a 74 | 4     |
| 12    | 65 a 69 | 4     |
| 20    | 60 a 64 | 12    |
| 4     | 55 a 59 | 20    |
| 4     | 50 a 54 | 0     |
| 20    | 45 a 49 | 24    |
| 16    | 40 a 44 | 16    |
| 8     | 35 a 39 | 12    |
| 12    | 30 a 34 | 16    |
| 12    | 25 a 29 | 20    |
| 4     | 20 a 24 | 4     |
| 32    | 15 a 19 | 8     |
| 12    | 10 a 14 | 8     |
| 12    | 5 a 9   | 16    |
| 4     | 0 a 4   | 16    |

## Economia
El 2007 la població en edat de treballar era de 250 persones, 171 eren actives i 79 eren inactives. De les 171 persones actives 155 estaven ocupades (85 homes i 70 dones) i 16 estaven aturades (8 homes i 8 dones). De les 79 persones inactives 20 estaven jubilades, 27 estaven estudiant i 32 estaven classificades com a «altres inactius».

### Ingressos
El 2009 a Sainte-Austreberthe hi havia 167 unitats fiscals que integraven 422 persones, la mediana anual d'ingressos fiscals per persona era de 15.791 €.

### Activitats econòmiques
Dels 24 establiments que hi havia el 2007, 1 era d'una empresa extractiva, 1 d'una empresa de fabricació d'altres productes industrials, 2 d'empreses de construcció, 8 d'empreses de comerç i reparació d'automòbils, 1 d'una empresa de transport, 1 d'una empresa financera, 1 d'una empresa immobiliària, 2 d'empreses de serveis i 7 d'entitats de l'administració pública.
Dels 6 establiments de servei als particulars que hi havia el 2009, 2 eren tallers de reparació d'automòbils i de material agrícola, 1 taller d'inspecció tècnica de vehicles, 1 fusteria, 1 lampisteria i 1 agència immobiliària.
L'any 2000 a Sainte-Austreberthe hi havia 4 explotacions agrícoles.

## Equipaments sanitaris i escolars
El 2009 hi havia una escola elemental integrada dins d'un grup escolar amb les comunes properes formant una escola dispersa.

## Poblacions properes
El següent diagrama mostra les poblacions més properes.